# キーロフ州

キーロフ州
ロシア語: Кировская область

キーロフ州（キーロフしゅう、ロシア語: Кировская область）は、ロシア連邦の沿ヴォルガ連邦管区に含まれる州（オーブラスチ）の一つ。州都はキーロフ。ヨーロッパ・ロシアの東部、ウラル山脈西部に位置する。州名は革命家セルゲイ・キーロフに因む。

## 住民
住民はロシア人のほかに、コミ人、タタール人などが少数。住民の8割弱は都市に住んでいる。

## 産業
自動車工業、金属加工、製紙、木材加工などが盛ん。

## 歴史
一帯は15世紀にロシアに併合され、ロシアによるウラル地方の支配の拠点となった。1934年に州として設置された。

## 都市
ソビエト連邦時代にはヴャトカと呼ばれていた州都キーロフのほかに、キロヴォ・チェペツク（Кирово-Чепецк）、コテリニチ（Котельнич）など。

## 交通
シベリア鉄道が通り、ヴャトカ川の河川交通も発達している。国内線の空港を持つ。

## 標準時
この地域は、モスクワ時間帯の標準時を使用している。時差はUTC+3時間で、夏時間はない。（2011年3月までは標準時がUTC+3、夏時間がUTC+4、同年3月から2014年10月までは通年UTC+4であった)